# Stàraia Toida
Stàraia Toida (en rus: Старая Тойда) és un poble de l'óblast de Vorónej, a Rússia, segons el cens del 2010 tenia 679 habitants.